# بوب مورو
بوب مورو هو قاضي كندي، ولد في 9 أغسطس 1946 في هاميلتون في كندا، وتوفي في 4 فبراير 2018.